# Natalie Tong
Natalie Tong (traditionell kinesiska: 唐詩詠; förenklad kinesiska: 唐诗咏; pinyin:Táng Shī Yǒng), född 3 maj 1981, är en skådespelerska och fotomodell från Hongkong.